# ColecoVision
ColecoVision — игровая приставка второго поколения компании Coleco Industries, выпущенная в августе 1982 года. ColecoVision предлагала графику и игровой процесс на уровне игровых автоматов, возможность использования игр от других игровых систем (в основном от Atari 2600), а также расширяемость возможностей системы. Система была выпущена в продажу одновременно с 12 играми для неё, и 10 игр планировалось к выходу в течение 1982 года. За время с 1982 по 1985 год было выпущено около 170 игр (на картриджах).

## История
Coleco заключила лицензионное соглашение с Nintendo, согласно которому в комплект каждой ColecoVision входила версия игры Donkey Kong. Перенос этой игры с игрового автомата на ColecoVision был выполнен отлично, графика и звуковые эффекты имели большое сходство с оригиналом.
Большинство других игр, выпущенных для ColecoVision, также представляли собой переносы игр с игровых автоматов (многие из них были не очень популярными в то время).
За Рождество 1982 Coleco продала 500 000 консолей, этому успеху в значительной степени способствовала входящая в комплект игра. Главным конкурентом ColecoVision среди консолей того поколения была технически более продвинутая, но менее успешная коммерчески, Atari 5200.
Продажи консоли быстро превысили миллион единиц, это произошло в начале 1983, незадолго до краха рынка видеоигр 1983 года. Производство ColecoVision было прекращено весной 1984. Несмотря на последние трудности, ColecoVision была продана в количестве более шести миллионов единиц. В 1986 компания Bit Corporation выпустила клон Colecovision, назвав его Dina. Он продавался в США компанией Telegames под названием Telegames Personal Arcade.
За пределами США ColecoVision распространялась компанией CBS Electronics, под названием CBS ColecoVision.
В настоящее время эмуляторы и игры Coleco широко доступны в виде abandonware в Интернете. Хотя игры остаются авторской собственностью, владельцы прав на игры ColecoVision не препятствуют их распространению, в отличие от игр Intellivision и некоторых игр Atari.

## Аппаратура ColecoVision
Внешне консоль представляла собой прямоугольный пластиковый корпус размером 14×8×2 дюймов (356×203×51 мм), в котором находилась электроника консоли. Крышка слота картриджа находилась на верхней правой стороне корпуса. Внешний источник питания и антенный шнур подключались к разъёмам сзади консоли. Игровые контроллеры помещались в специальное углубление в корпусе, в верхней левой части.
Дизайн игрового контроллера ColecoVision был сходен с контроллером от Mattel Intellivision (вышедшей в 1979), но имел короткую 1,5-дюймовую ручку джойстика вместо вращающегося диска. Джойстик находился в верхней части контроллера, над прямоугольной цифровой клавиатурой. Две боковых кнопки и клавиатура предоставляли дополнительные возможности управления, такие как прыжок, стрельба или набор последовательности чисел. Также присутствовал очень тонкий слот для вставки пластиковых накладок, содержащих описание назначения кнопок для конкретной игры. В комплектацию консоли входило два таких игровых контроллера, а также есть совместимость с другими контроллерами, можно подключить контроллер от Atari 2600 и Sega Mega Drive\Sega Genesis.

## Технические характеристики
- Процессор: Zilog Z80A на частоте 3,58 МГц
- Видеоконтроллер: Texas Instruments TMS9928A
  - Разрешение 256 × 192
  - Одновременный вывод 32 аппаратных спрайтов
  - Фиксированная палитра из 16 цветов
- Звук: Texas Instruments SN76489A
  - 3 генератора тона
  - 1 генератор шума
- Видеопамять: 16 КБ
- Основное ОЗУ: 1 КБ
- Носитель: Картридж объёмом 8/16/24/32 КБ

Сходство с другими платформами
В ColecoVision используется тот же процессор и видеоконтроллер, что и в бытовых компьютерах стандарта MSX1, и Sega SG-1000/SC-3000. Также используется микросхема звукогенератора, аналогичная системам от Sega. Компьютеры стандарта MSX используют другую микросхему генерации звука, имеющую похожие характеристики — General Instruments AY-3-8910. Это делает перечисленные системы практически идентичными по аппаратным возможностям, и существенно упрощает перенос игр между ними.

## Модули расширения

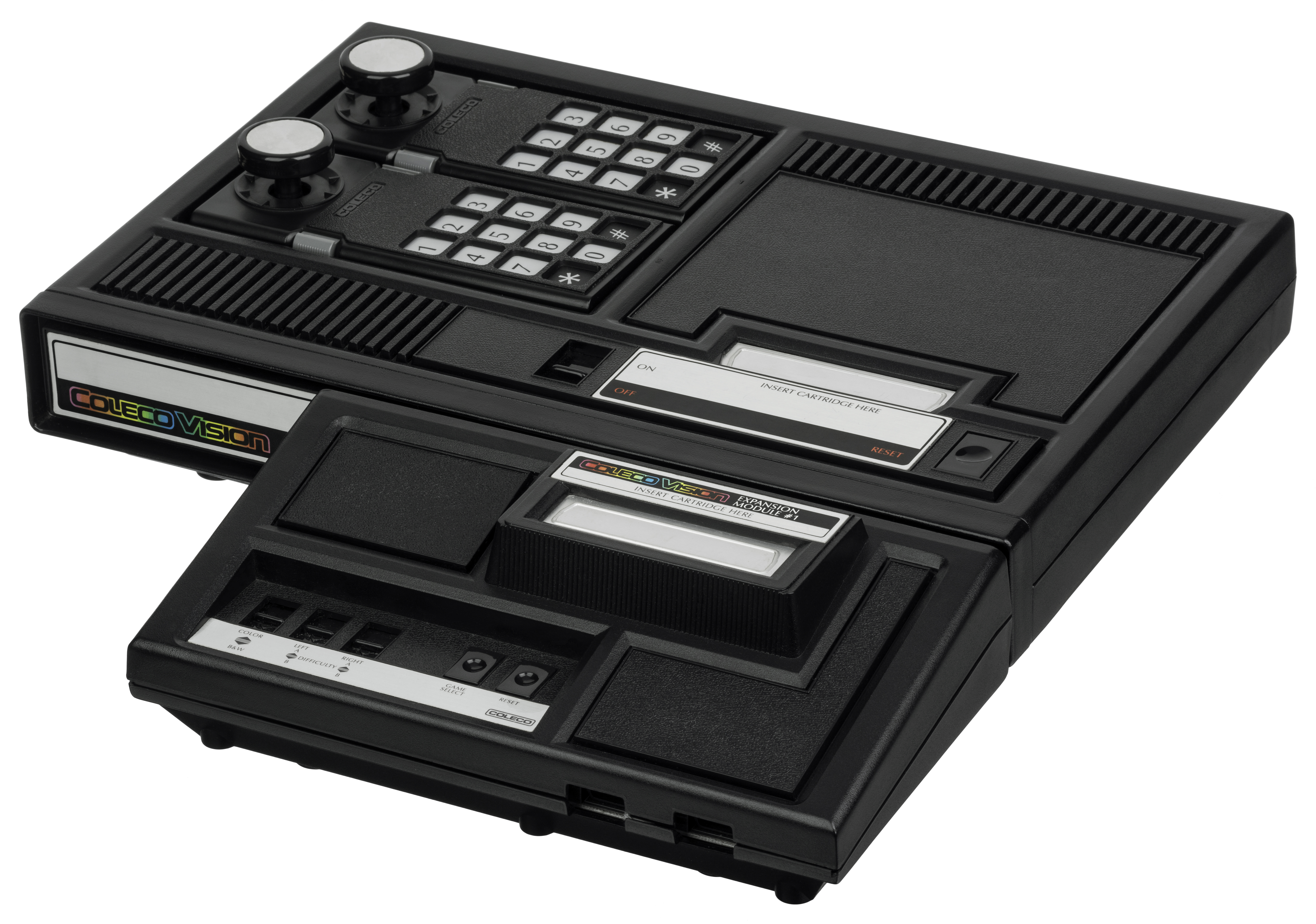
Консоль с подключенным модулем расширения #1

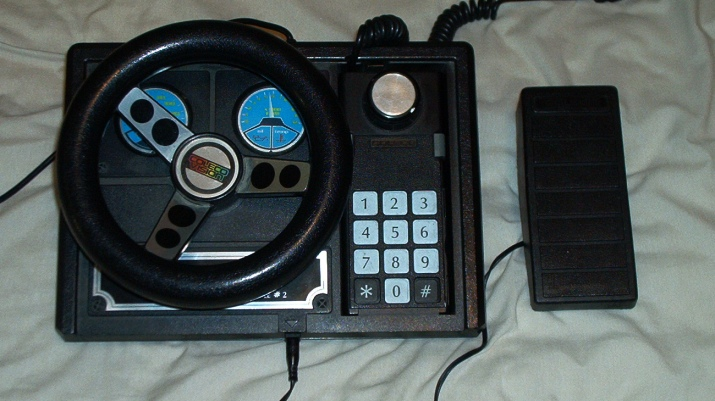
Модуль Расширения #2

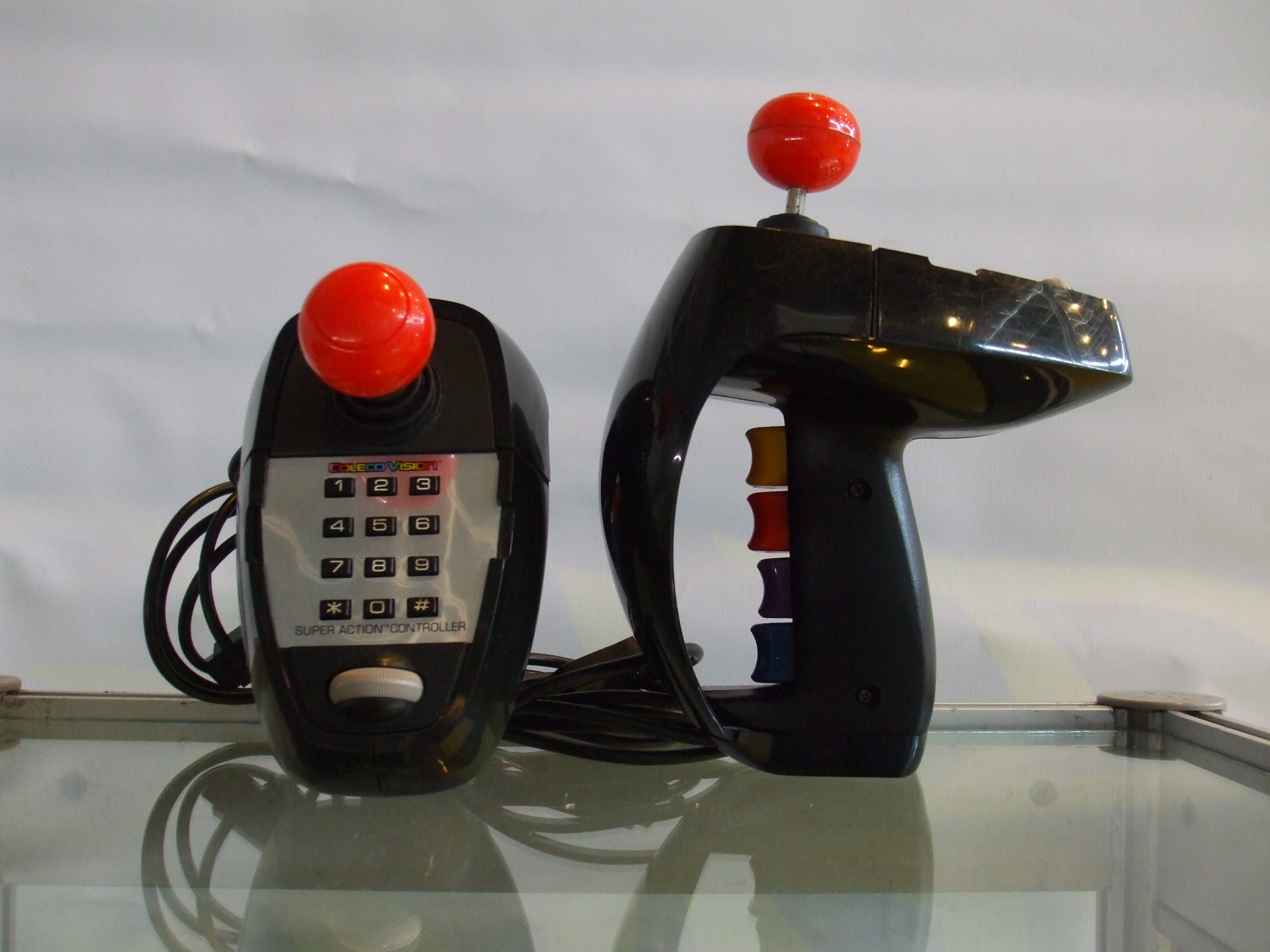
Super Action Controller

С момента появления консоли, Coleco рекламировал дополнение для неё, называемое Модуль Расширения #1. При использовании этого устройства, ColecoVision становилась совместимой с лидирующей в индустрии игровой консолью Atari 2600, что делало библиотеку игр, доступных на ColecoVision, самой большой среди всех консолей того времени. Это устройство послужило причиной судебного иска от Atari, но Atari не удалось остановить продажи устройства, так как Atari 2600 могла быть собрана из стандартных электронных компонентов (что не нарушало патенты Atari). Coleco также удалось разработать и продавать игровую систему Gemini, которая была точным клоном Atari 2600, но имела игровой контроллер, в котором были совмещены джойстик и поворотная ручка (paddle, такой орган управления использовался в Pong-подобных системах).
Модуль Расширения #2 поставлялся с рулевым колесом, педалью газа и игрой Turbo. Также его можно было использовать с играми Destructor и The Dukes Of Hazzard.
Последнее дополнение, Модуль Расширения #3, был выпущен летом 1983. Он превращал ColecoVision во вполне полноценный компьютер, известный как Coleco Adam. В комплект входила клавиатура, и устройство для хранения данных на кассетах.
Изначально этот модуль был задуман как «Super Game Module», использующий в качестве носителя данных некие игровые пластинки. Хотя Coleco представляло макет устройства на Шоу Игрушек в Нью-Йорке, в 1983 году, этот продукт не был выпущен. Существуют слухи, что Модуль Расширения #3 должен был подключаться к плееру CED (специальных видеодисков) от RCA, используя его диски в качестве носителя данных большого объёма.
Coleco также создала прототип четвёртого модуля расширения, который добавлял к возможностям консоли совместимость с играми от Mattel Intellivision, но этот модуль так и не был выпущен.
Существовало также два других модуля расширения. Это роликовый контроллер, поставлявшийся с игрой Slither, и Спортивный контроллер, похожий на боксёрскую перчатку с джойстиком и несколькими кнопками.

## Игры

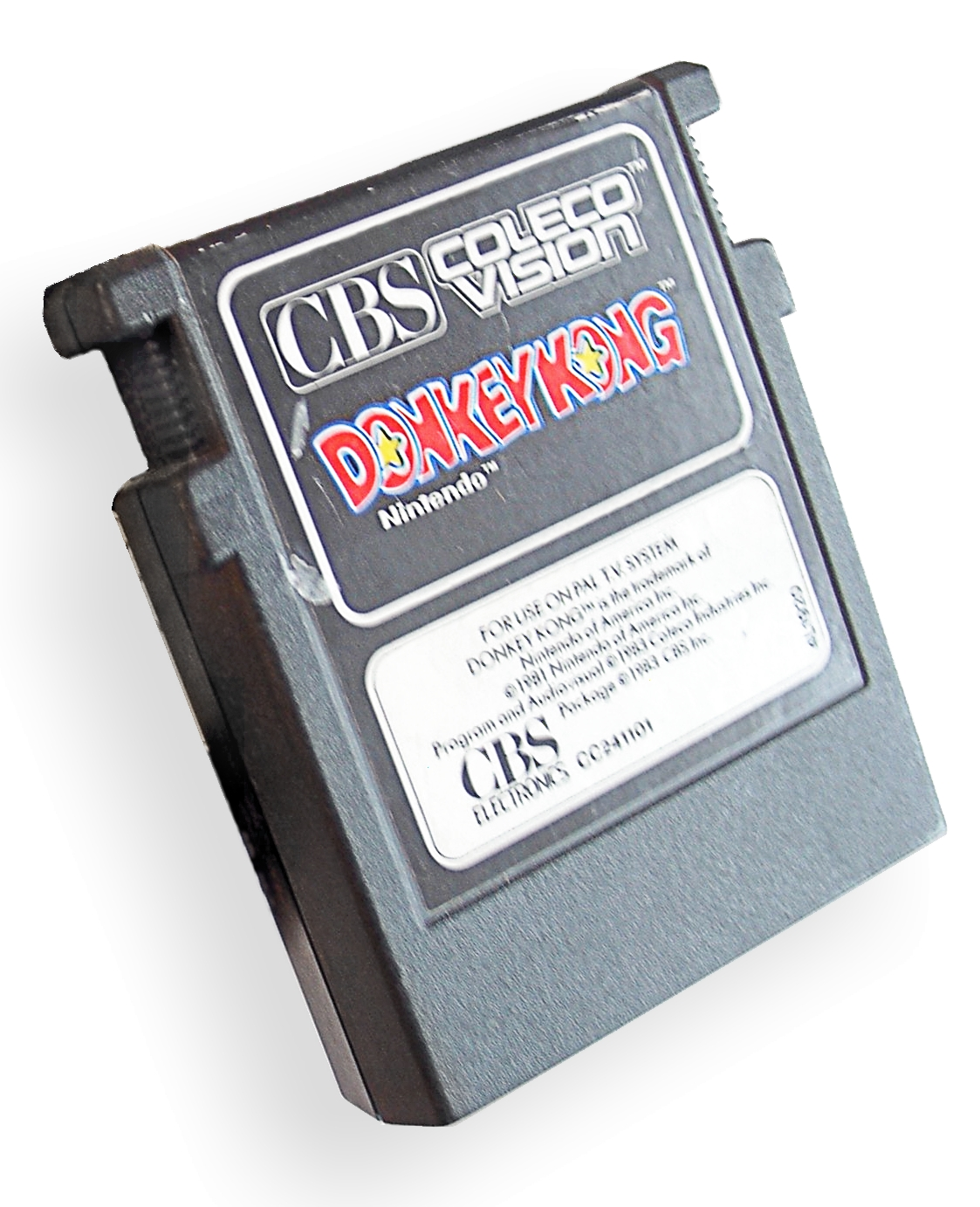
Игровой картридж с игрой Donkey Kong

Подход Coleco к выпуску игр состоял в лицензировании аркадных игр, которые отсутствовали у Atari, и выпуске картриджей для Atari 2600 и Intellivision, в дополнении к своей собственной системе. Понимая, что Atari имеет поддержку со стороны компаний, подобных Namco (создатель Pac-Man и многих других хитов), Coleco привлекла к сотрудничеству компании Sega, Konami, и Universal. ColecoVision была достаточно мощной, чтобы обеспечить перенос игр с игровых автоматов с качеством, близким к оригиналам, что способствовало росту её популярности. Игровая пресса, типа журнала Electronic Games, проявляла большой энтузиазм по отношению к консоли от Coleco.
В число популярных игр системы входят Donkey Kong (идущий в комплекте с консолью), Donkey Kong Junior, Carnival, Ladybug, Mouse Trap, Smurf: Rescue in Gargamel’s Castle, и Zaxxon. ColecoVision не предлагала новых оригинальных игр, поэтому большинство наиболее популярных игр для неё являются переносами с игровых автоматов. Однако, присутствовало и несколько примечательных оригинальных игр, таких как War Room, Illusions, и Fortune Builder, которая является одной из первых игр, оказавших влияние на развитие жанра игр в стиле SimCity. Большинство игр не имело чёткого окончания и цели, вместо этого они начинались сначала. В качестве примера можно привести игру Cosmic Avenger.
Последними играми стали вышедшие в 1985 году Alcazar the Forgotten Fortress и Rock n’ Bolt, выпущенные компанией Activision.

## 12-секундная задержка
Все игры от Coleco, и большинство игр от сторонних производителей, имели 12-секундную задержку перед появлением экрана выбора игры. Распространённый анекдот предполагал, что эта задержка возникает в результате наличия в ColecoVision специальной функции, имитирующей язык программирования PASCAL. Конечно, это было не так, реальной причиной задержки был цикл в BIOS консоли, то есть задержка была сделана специально. Некоторые компании, например Parker Brothers, Activision, и Micro Fun, избавлялись от этой задержки путём обхода цикла в BIOS.

## Другие игры
Coleco заработала дурную славу, рекламируя будущие игры, которые впоследствии так и не выходили. Не было редкостью, что не вышедшие игры рекламировались с использованием настоящих изображений из игр или специально выполненных изображений, имитирующих вид готовой игры. Таким образом, около 50 игр для ColecoVision имели рекламу в каталогах или на упаковках, но никогда не вышли в продажу.
В 1997 году для ColecoVision была создана первая любительская игра, Kevtris — клон Tetris от Kevin Horton. После этого, разработчик-любитель John Dondzila выпустил три новых игры для ColecoVision — Space Invasion, Star Fortress, и Purple Dino Demo.